# Coppa Anglo-Gallese
La Coppa Anglo-Gallese (in inglese Anglo-Welsh Cup, in gallese Cwpan Eingl-Gymreig) fu una competizione di rugby che ha visto la partecipazione dei 12 club di rugby di Premiership e delle quattro regioni gallesi. La competizione è diventata un torneo per far esordire i giocatori più giovani o dare la possibilità a quei giocatori che non trovavano spazio in Premiership. Prima del 2005 la coppa era una competizione tutta inglese (alla stregue della FA Cup, e prima della costituzione della lega inglese nel 1987 rappresentava la competizione principale nel club inglese di rugby. 
La competizione è stata sostituita dalla Premiership Rugby Cup, che ha coinvolto solo i 12 club della Premiership inglese, a cominciare dalla stagione 2018-19. 

## Sponsorizzazioni

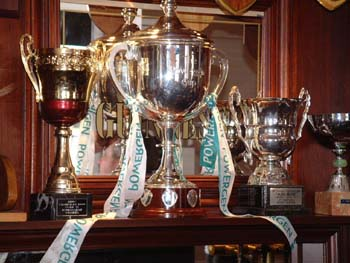
La Powergen Cup

- John Player Cup (1972-88)
- Pilkington Cup (1989-97)
- Tetley's Bitter Cup (1998-2000)
- Powergen Cup (2001-05)
- EDF Energy Cup (2006-09)
- LV= Cup (2009-2018)

## Storia

### 1971-2005
Nota come John Player Cup, la prima competizione prese piede nel 1972 con il successo del Gloucester sul Mosley per 17-6. Si trattava della prima competizione nazionale per club in Inghilterra, visto che il campionato vide la luce solo nel 1988.
Seguirono due successi (1973 e 1974) per il Coventry e quindi toccò al Bedford nel 1975.
Seguì un dominio del Gosfort, quindi del Gloucester (1978).
La competizione fu poi appannaggio sino al 1982 per il Leicester, che cedette lo scettro nella finale 1983 al Bristol.
Il record di tre successi consecutivi venne interrotto dal Bath nel 1984-87 con 4 successi consecutivi, striscia interrotta dai londinesi dell'Harlequin nel 1988 (primo successo di una squadra della capitale).
Nel 1989 le norme contro la pubblicità dei prodotti a base di tabacco, portarono ad una nuova sponsorizzazione, questa volta ad opera della Pilkinton, industria vetriera. 
Non cambiò il dominio del Bath, che vinse 6 tornei su 9 tra il 1989 e il 1997.
Dominio scalfito solo dalle vittorie degli Harlequins (1991) e Leicester (1993 e 1997).
Nel 1997-98 la competizione cambiò ancora nome e divenne la "Tetley's Bitter" con il successo dei Saracens che batterono in finale i Wasps, che si riscattarono nel 1999 sconfiggendo Newcastle. I Wasps si ripeterono nel 2000.
Nel 2001 il nome del torneo cambiò ancora e divenne "Powergen Cup". Newcastle vinse la prima edizione battendo Harlequins 30-27. I London Irish vinsero la coppa per la prima volta nella stagione 2002, seguito dal ritorno al successo del Gloucester dopo 21 anni.
Seguirono i successi di Newcastle nel 2004 e dei Leeds Tykes nel 2005.

### Anglo-Welsh Cup
A partire dal 2005-2006 la coppa avviò un nuovo formato includendo solo le 12 squadre della Guinness Premiership e le quattro franchigie regionali gallesi. Le squadre delle divisioni inferiori avrebbero disputato un'altra competizione, la "Powergen National Trophy".
Al posto del format ad eliminazione diretta le 16 squadre vennero divise i 4 gironi (sola andata) di 4 squadre, ciascuno formato da 3 squadre inglesi e una gallese. 
I vincitori di ciascun gruppo venivano ammessi alle semifinali ad eliminazione diretta.
Nel 2006-2007 la formula cambiò leggermente prevedendo dei gironi con partite di andata e ritorno.
Grazie all'incremento dell'interesse televisivo e alla possibilità per la vincente di partecipare alla Heineken Cup, il torneo ha visto incrementare la sua importanza.
Ad ogni club viene garantito un introito minimo di 250.000 sterline con fondo di 200.000 per le semifinaliste.
Inizialmente la decisione di partecipare costò ai club Gallesi l'espulsione dalla Celtic League, a causa del sovrapporsi delle date. Venne raggiunto un compromesso e le squadre riammesse.
Molti commentatori sostengono che la Powergen Cup ha fornito al Galles la possibilità di rinforzare la discussa struttura regionale dei suoi Club avviata nel 2003, ad imitazione di Irlanda, Australia e Nuova Zelanda. Mentre i benefici sembrano meno apparenti per i club inglesi.
L'interesse è stato notevole come dimostrano gli oltre 100.000 spettatori complessivi nella prima fase e il picco di audience di 1,2 milioni di spettatori l'incontro tra Newcastle e Llanelli Scarlets.
Comunque nel 2006 Powergen decise di recedere dalla sponsorizzazione dopo un anno. 
Il nuovo sponsor divenne la EDF Energyfino al 2009, termine del contratto di sponsorizzazione. L'ultimo accordo è stato con LV.
Nella stagione 2015–16 la competizione non è stata disputata a causa della Coppa del Mondo di rugby 2015 giocata in Inghilterra, ciò ha causato lo slittamento dell'inizio della English Premiership 2015-2016 e quindi esigenze di calendario hanno impedito ulteriori impegni sportivi. La competizione è tornata nel palinsesto sportivo britannico nella stagione successiva.
Il 10 Maggio 2018, la lega inglese ha annunciato che la coppa sarebbe stata sostituita da una competizione costituita dai soli 12 team della Premiership inglese, la Premiership Rugby Cup.

## Albo d'oro
| Stagione  | Nome                | Campione           | Risultato | Finalista       |
| --------- | ------------------- | ------------------ | --------- | --------------- |
| 1971-1972 | John Player Cup     | Gloucester         | 17 - 6    | Moseley         |
| 1972-1973 | "                   | Coventry           | 27 - 15   | Bristol         |
| 1973-1974 | "                   | Coventry           | 26 - 6    | London Scottish |
| 1974-1975 | "                   | Bedford            | 28 - 12   | Rosslyn Park    |
| 1975-1976 | "                   | Gosforth           | 23 - 14   | Rosslyn Park    |
| 1976-1977 | "                   | Gosforth           | 27 - 11   | Waterloo        |
| 1977-1978 | "                   | Gloucester         | 6 - 3     | Leicester       |
| 1978-1979 | "                   | Leicester          | 15 - 12   | Moseley         |
| 1979-1980 | "                   | Leicester          | 21 - 9    | London Irish    |
| 1980-1981 | "                   | Leicester          | 22 - 15   | Gosforth        |
| 1981-1982 | "                   | Gloucester Moseley | 12 - 12   |                 |
| 1982-1983 | "                   | Bristol            | 28 - 22   | Leicester       |
| 1983-1984 | "                   | Bath               | 10 - 9    | Bristol         |
| 1984-1985 | "                   | Bath               | 24 - 15   | London Welsh    |
| 1985-1986 | "                   | Bath               | 25 - 17   | Wasps           |
| 1986-1987 | "                   | Bath               | 19 - 12   | Wasps           |
| 1987-1988 | "                   | Harlequins         | 28 - 22   | Bristol         |
| 1988-1989 | Pilkington Cup      | Bath               | 10 - 6    | Leicester       |
| 1989-1990 | "                   | Bath               | 48 - 6    | Gloucester      |
| 1990-1991 | "                   | Harlequins         | 25 - 13   | Northampton     |
| 1991-1992 | "                   | Bath               | 15 - 12   | Harlequins      |
| 1992-1993 | "                   | Leicester          | 23 - 16   | Harlequins      |
| 1993-1994 | "                   | Bath               | 21 - 9    | Leicester       |
| 1994-1995 | "                   | Bath               | 36 - 16   | Wasps           |
| 1995-1996 | "                   | Bath               | 16 - 15   | Leicester       |
| 1996-1997 | "                   | Leicester          | 9 - 3     | Sale Sharks     |
| 1997-1998 | Tetley's Bitter Cup | Saracens           | 48 - 18   | Wasps           |
| 1998-1999 | "                   | Wasps              | 29 - 19   | Newcastle       |
| 1999-2000 | "                   | Wasps              | 31 - 23   | Northampton     |
| 2000-2001 | Powergen Cup        | Newcastle          | 30 - 27   | Harlequins      |
| 2001-2002 | "                   | London Irish       | 38 - 7    | Northampton     |
| 2002-2003 | "                   | Gloucester         | 40 - 22   | Northampton     |
| 2003-2004 | "                   | Newcastle          | 37 - 33   | Sale Sharks     |
| 2004-2005 | "                   | Leeds Tykes        | 20 - 12   | Bath            |

| Stagione  | Nome           | Campione                                                  | Risultato                                                 | Finalista                                                 |
| --------- | -------------- | --------------------------------------------------------- | --------------------------------------------------------- | --------------------------------------------------------- |
| 2005-2006 | EDF Energy Cup | Wasps                                                     | 26 - 10                                                   | Llanelli Scarlets                                         |
| 2006-2007 | "              | Leicester                                                 | 41 - 35                                                   | Ospreys                                                   |
| 2007-2008 | "              | Ospreys                                                   | 23 - 6                                                    | Leicester                                                 |
| 2008-2009 | "              | Cardiff Rugby                                             | 50 - 12                                                   | Gloucester                                                |
| 2009-2010 | LV Cup         | Northampton                                               | 30 - 24                                                   | Gloucester                                                |
| 2010-2011 | "              | Gloucester                                                | 34 - 7                                                    | Newcastle                                                 |
| 2011-2012 | "              | Leicester                                                 | 26 - 14                                                   | Northampton                                               |
| 2012-2013 | "              | Harlequins                                                | 32 - 14                                                   | Sale Sharks                                               |
| 2013-2014 | "              | Exeter                                                    | 15 - 8                                                    | Northampton                                               |
| 2014-2015 | "              | Saracens                                                  | 23 - 20                                                   | Exeter                                                    |
| 2015-2016 | "              | non disputata a causa della Coppa del Mondo di rugby 2015 | non disputata a causa della Coppa del Mondo di rugby 2015 | non disputata a causa della Coppa del Mondo di rugby 2015 |
| 2016-2017 | "              | Leicester                                                 | 16 - 12                                                   | Exeter                                                    |
| 2017-2018 | "              | Exeter                                                    | 28 - 11                                                   | Bath                                                      |

### Vittorie per club
| Club          | Vittorie |
| ------------- | -------- |
| Bath          | 10       |
| Leicester     | 8        |
| Gloucester    | 5        |
| Newcastle     | 4        |
| Wasps         | 3        |
| Harlequins    | 3        |
| Coventry      | 2        |
| Saracens      | 2        |
| Exeter        | 2        |
| Bedford       | 1        |
| Bristol       | 1        |
| Leeds Tykes   | 1        |
| London Irish  | 1        |
| Moseley       | 1        |
| Ospreys       | 1        |
| Northampton   | 1        |
| Cardiff Rugby | 1        |